# Leipzig-Paunsdorf järnvägsstation

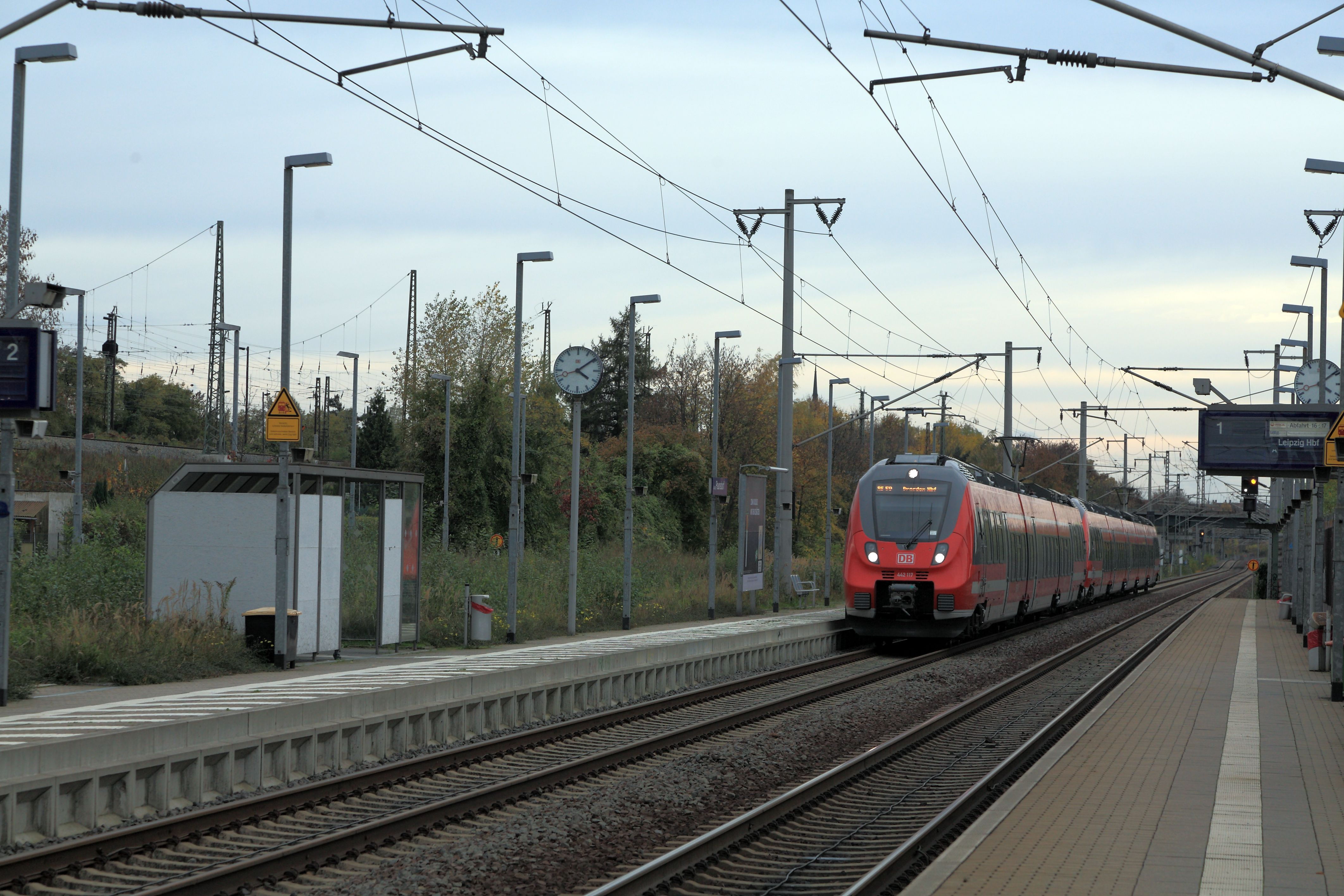
Leipzig-Paunsdorf station på linjen Leipzig-Dresden.

Leipzig-Paunsdorf är en järnvägsstation i Leipzig, Tyskland. Det finns 3 plattformar här. Stationen har tre plattformar och ligger utmed två olika linjer, Leipzig–Geithain och Leipzig–Dresden. Stationen trafikeras av regionaltågslinjerna RB113 och RB110 . 

Stationen ligger söder om stadsdelen Paunsdorf.